# Suka Maju (Pasaribu Tobing)
Suka Maju is een bestuurslaag in het regentschap Tapanuli Tengah van de provincie Noord-Sumatra, Indonesië. Suka Maju telt 941 inwoners (volkstelling 2010).